# Нідервенінген
Нідервенінген (нім. Niederweningen) — громада  в Швейцарії в кантоні Цюрих, округ Дільсдорф.

## Географія
Громада розташована на відстані близько 95 км на північний схід від Берна, 20 км на північний захід від Цюриха.
Нідервенінген має площу 6,9 км², з яких на 14,2% дозволяється будівництво (житлове та будівництво доріг), 46,1% використовуються в сільськогосподарських цілях, 39% зайнято лісами, 0,7% не є продуктивними (річки, льодовики або гори).

## Демографія
2019 року в громаді мешкало 3073 особи (+12,5% порівняно з 2010 роком), іноземців було 17,1%. Густота населення становила 449 осіб/км².
За віковим діапазоном населення розподілялося таким чином: 23% — особи молодші 20 років, 62,3% — особи у віці 20—64 років, 14,7% — особи у віці 65 років та старші. Було 1230 помешкань (у середньому 2,5 особи в помешканні).
Із загальної кількості 843 працюючих 50 було зайнятих в первинному секторі, 352 — в обробній промисловості, 441 — в галузі послуг.